# العلاقات المصرية المغربية
تشير العلاقات المغربية المصرية إلى العلاقات الثنائية بين المملكة المغربية وجمهورية مصر العربية. منذ الاستقلال، حافظت الدولتان على العلاقات الدافئة فيما بينهما. كما هو الحال مع أغلب الدول العربية التي هي أعضاء في جامعة الدول العربية، جافتا، منظمة التجارة العالمية، منظمة التعاون الإسلامي، مجلس الوحدة الاقتصادية العربية والأمم المتحدة.
ترتبط الحضارة المصرية والحضارة المغربية بعلاقات متميزة على جميع الأصعدة السياسية والثقافية والإعلامية، حيث تتسم العلاقات السياسية بالتفاهم والتنسيق المستمر بشأن القضايا الدولية والإقليمية والعربية وفي مقدمتها الصراع العربي الإسرائيلي ودعم التضامن العربي، أما علي صعيد العلاقات الثقافية فقد وقّع أول بروتوكول ثقافي بين البلدين عام 1959، فيما شهدت العلاقات الإعلامية تطوراً من حيث تبادل الزيارات والخبرات بين البلدين، أما المجال الاقتصادي فقد شهد تطوراً ملحوظاً في الآونة الأخيرة.

## قضية الصحراء الغربية
جددت مصر دعمها في عام 1999 لوحدة المغرب الترابية. «مصر تدعم دائما جهود المغرب لاستكمال وحدة أراضيها،» وقال نائب وزير الشؤون الخارجية المصري، جمال الدين بيومي لصحيفة المنعطف المغربية، مشيرا إلى تشبث المغرب بصحرائه الغربية. شدد بيومي أيضا على حاجة المغرب ومصر لتعزيز العلاقات التجارية في ما بينها وبين الدول العربية.

## إعادة التوازن التجاري وحل الخلافات الاقتصادية
في مارس/آذار 2025، اتفق الجانبان، المغربي والمصري خلال الاجتماع الوزاري على اتخاذ خطوات ملموسة لإعادة التوازن التجاري بين البلدين، تضمنت:
• إنشاء خط اتصال مباشر بين الجهات المختصة في البلدين لتتبع المعوقات التجارية وإيجاد حلول لها.
• رفع حجم الصادرات المغربية إلى مصر، مع التركيز على السيارات والمنتجات المحلية الصنع.
• تخصيص مسار سريع من الجانب المصري لتسهيل دخول المنتجات المغربية إلى السوق المصرية.
• تنظيم منتدى للأعمال والشراكة الاقتصادية في القاهرة خلال أبريل/نيسان المقبل لتعزيز التعاون بين القطاع الخاص في البلدين.
• تفعيل مجلس الأعمال المشترك والتحضير لانعقاد اللجنة التجارية المشتركة.